# 佐藤灯
佐藤灯（日语：／ Sato Akari，2001年3月31日—），日本女子羽毛球運動員，埼玉縣出生，畢業於叡明高校及龍谷大學，為前日本國家羽毛球隊成員並隸屬於ACT SAIKYO羽球隊。

## 簡歷
2023年10月，佐藤灯与搭档西大辉出战越南羽毛球公開賽，在混双决赛以2比1（15-21、21-18、21-14）击败了赛会头号种子、泰國的魯塔納帕克·烏通／哲妮差·素哉帕巴叻，夺得了首个国际巡迴賽冠军。
2025年7月，宣布退役，並退出日本羽球國家隊及ACT SAIKYO羽毛球隊。。

## 主要比賽成績
只列出曾進入準決賽的國際賽事成績：
| 年份   | 賽事                     | 公開賽級別 | 項目     | 拍檔     | 成績   |
| ------ | ------------------------ | ---------- | -------- | -------- | ------ |
| 2023年 | 北馬里亞納羽毛球公開賽   | 國際挑戰賽 | 混合雙打 | 西大輝   | 準決賽 |
| 2023年 | 印尼泗水羽毛球國際挑戰賽 | 國際挑戰賽 | 混合雙打 | 西大輝   | 冠軍   |
| 2023年 | 越南羽毛球公開賽         | 超級100賽  | 混合雙打 | 西大輝   | 冠軍   |
| 2023年 | 高雄羽球大師賽           | 超級100賽  | 混合雙打 | 西大輝   | 冠軍   |
| 2023年 | 印尼棉蘭羽毛球大師賽     | 超級100賽  | 混合雙打 | 西大輝   | 亞軍   |
| 2024年 | 盧森堡羽毛球公開賽       | 國際挑戰賽 | 女子雙打 | 田口真彩 | 準決賽 |
| 2024年 | 塞班島羽毛球國際賽       | 國際挑戰賽 | 女子雙打 | 田口真彩 | 準決賽 |
| 2024年 | 塞班島羽毛球國際賽       | 國際挑戰賽 | 混合雙打 | 西大辉   | 冠軍   |
| 2025年 | 亞洲羽毛球混合團体錦標賽 | 其他       | 混合團体 | －       | 季軍   |
| 2025年 | 斯里蘭卡羽毛球國際挑戰賽 | 國際挑戰賽 | 女子雙打 | 大澤陽奈 | 冠軍   |
| 2025年 | 斯里蘭卡羽毛球國際系列賽 | 國際系列賽 | 女子雙打 | 大澤陽奈 | 冠軍   |
| 2025年 | 越南羽球國際挑戰賽       | 國際挑戰賽 | 女子雙打 | 大澤陽奈 | 冠軍   |

| 2018-2026年 | 總決賽 | 超級1000賽 | 超級750賽 | 超級500賽 | 超級300賽 | 超級100賽 | 國際挑戰賽 | 國際系列賽 | 未來系列賽 | 其他 |

## 外部連結
- 佐藤灯在世界羽球聯盟的登錄資料